# Адміністративний устрій Близнюківського району
Адміністративний устрій Близнюківськівського району — адміністративно-територіальний поділ Близнюківського району Харківської області на 1 селищну раду та 19 сільських рад, які об'єднують 98 населених пунктів та підпорядковані Близнюківській районній раді. Адміністративний центр — смт Близнюки.

## Список радБлизнюківського району
| №  | Назва                          | Центр             | Населені пункти | Площа км² | Місце за площею | Населення (2001), чол. | Місце за населенням |
| -- | ------------------------------ | ----------------- | --- | --------- | --------------- | ---------------------- | ------------------- |
| 1  | Близнюківська селищна рада     | смт Близнюки      | смт Близнюки c. Батюшки c. Садове |           |                 |                        |                     |
| 2  | Алісівська сільська рада       | c. Алісівка       | c. Алісівка c. Безпальцеве c. Рижове |           |                 |                        |                     |
| 3  | Башилівська сільська рада      | c. Башилівка      | c. Башилівка c. Лугове c. Новоіванівка c. Новопокровка c. Рясне c. Софіївка c. Червоне                                                                                                   |           |                 |                        |                     |
| 4  | Берестівська сільська рада     | c. Берестове      | c. Берестове c. Новоселівка c. Остерське c. Преображенівка c. Тимофіївка |           |                 |                        |                     |
| 5  | Бурбулатівська сільська рада   | c. Бурбулатове    | c. Бурбулатове c. Вільне Друге c. Вільне Перше c. Енергетиків c. Миколаївка Перша c. Олександрівка                                                                                       |           |                 |                        |                     |
| 6  | Верхньосамарська сільська рада | c. Верхня Самара  | c. Верхня Самара c. Варварівка c. Веселе c. Павлівка c. Федорівка |           |                 |                        |                     |
| 7  | Добровільська сільська рада    | c. Добровілля     | c. Добровілля c. Берестове c. Ганнівка c. Одинецьке c. Яковівка |           |                 |                        |                     |
| 8  | Квітнева сільська рада         | c. Квітневе       | c. Квітневе c. Слобожанське c. Мирне c. Шевченкове Друге c. Шевченкове Перше |           |                 |                        |                     |
| 9  | Криштопівська сільська рада    | c. Криштопівка    | c. Криштопівка c. Андріївка c. Дмитрівка c. Миколаївка Друга c. Самійлівка |           |                 |                        |                     |
| 10 | Лукашівська сільська рада      | c. Лукашівка      | c. Лукашівка c. Водолазьке c. Водяне (КОАТУУ 6320684003) c. Водяне (КОАТУУ 6320684004) c. Ганно-Рудаєве c. Дмитрівка c. Катеринівка c. Ладне c. Миролюбівка c. Сергієва Балка c. Степове |           |                 |                        |                     |
| 11 | Надеждинська сільська рада     | c. Надеждине      | c. Надеждине c. Верхове c. Настасівка c. Якимівка |           |                 |                        |                     |
| 12 | Новонадеждинська сільська рада | c. Новонадеждине  | c. Новонадеждине c. Богданівка c. Морокине c. Новотроїцьке c. Привілля |           |                 |                        |                     |
| 13 | Новоукраїнська сільська рада   | c. Новоукраїнка   | c. Новоукраїнка c. Новомиколаївка c. Холодне |           |                 |                        |                     |
| 14 | Олексіївська сільська рада     | c. Олексіївка     | c. Олексіївка c. Васюкове c. Григорівка c. Микільське |           |                 |                        |                     |
| 15 | Острівщинська сільська рада    | c. Острівщина     | c. Острівщина c. Валер'яновка c. Дунине c. Серафимівка |           |                 |                        |                     |
| 16 | Вишнева сільська рада          | c. Вишневе        | c. Вишневе c. Далеке |           |                 |                        |                     |
| 17 | Самійлівська сільська рада     | c. Самійлівка     | c. Самійлівка c. Бубнове Перше c. Верхньоводяне c. Новоолександрівка c. Новопавлівка c. Широке                                                                                           |           |                 |                        |                     |
| 18 | Семенівська сільська рада      | c. Семенівка      | c. Семенівка c. Дубове c. Плахтіївка |           |                 |                        |                     |
| 19 | Софіївська сільська рада       | c. Софіївка Перша | c. Софіївка Перша c. Зубове c. Мар'ївка c. Новомар'ївка c. Новоселівка c. Роздолівка c. Рудаєве                                                                                          |           |                 |                        |                     |
| 20 | Уплатнівська сільська рада     | c. Уплатне        | c. Уплатне c. Милівка c. Новоуплатне c. Кленове |           |                 |                        |                     |

* Примітки: м. — місто, с-ще — селище, смт — селище міського типу, с. — село